# Miriam Shlesinger

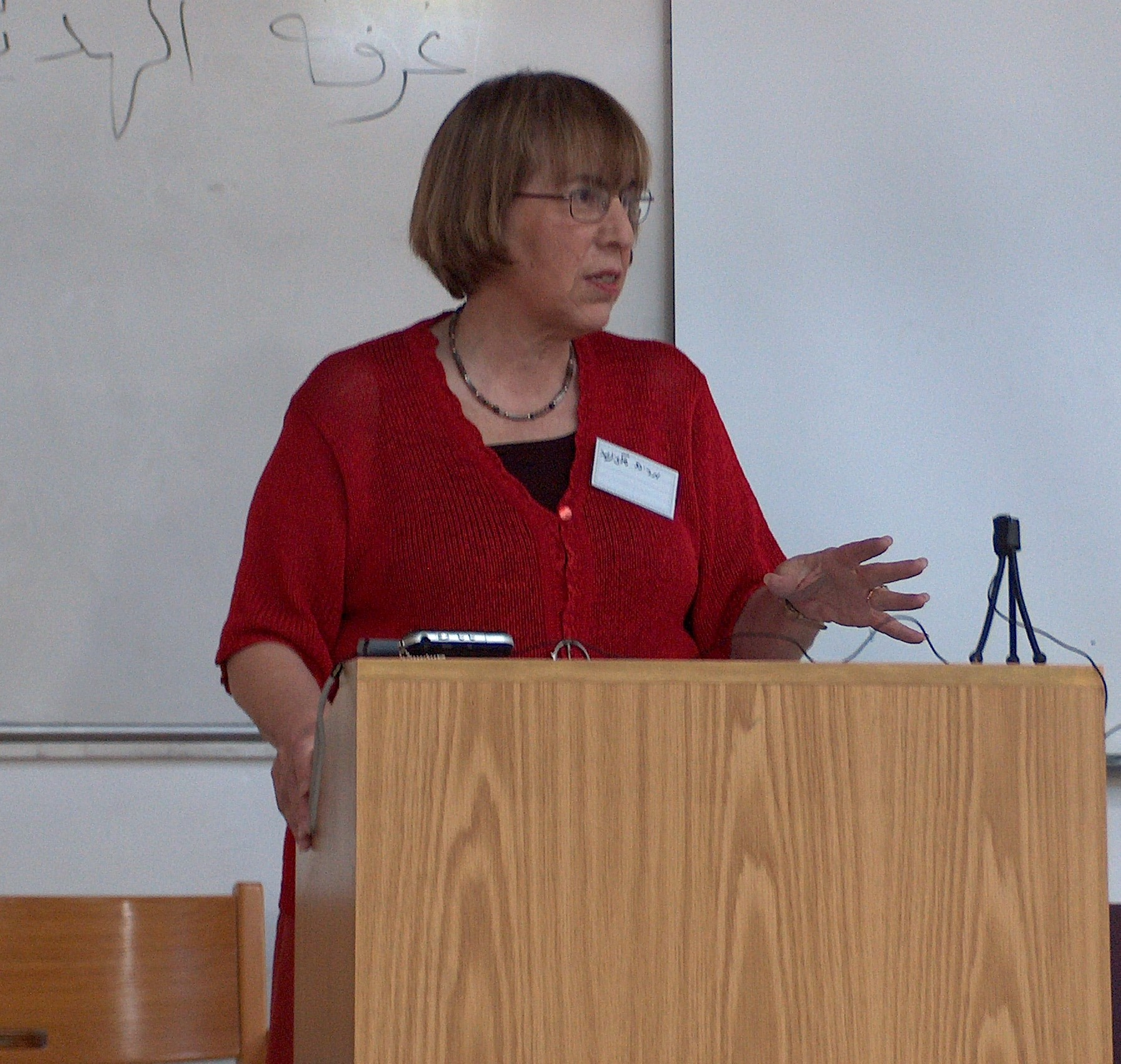
Professor Miriam Shlesinger.

Miriam Shlesinger (Miami Beach, 20 maggio 1947 – Tel Aviv, 10 novembre 2012) è stata una linguista e traduttrice statunitense naturalizzata israeliana.

## Biografia
Nata a Miami Beachnel 1947, Miriam Shlesinger si trasferì in Israele nel 1964 per studiare presso l’Università Ebraica di Gerusalemme dove si laureò in Musicologia e linguistica inglese. Agli inizi degli anni settanta intraprese studi di traduzione presso l’Università Bar-Ilan di Ramat Gan. Dal 1978 diventò docente dell'Istituto di studi traduttivi presso la stessa università. Completò gli studi magistrali in poesia e studi letterari all’Università di Tel Aviv nel 1990, redigendo una tesi intitolata "Simultaneous interpretation as a factor in effecting shifts in the position of texts in the oral-literate continuum". Conseguì il dottorato di ricerca presso l’Università Bar-llan dove diventò dapprima capo dell'Istituto di studi traduttivi dal 2003 al 2007, e poi anche direttrice del Language Policy Research Center. In questo centro di ricerca, tenne un corso chiamato Translation in the Community con l’obiettivo di fornire competenze base di interpretazione agli studenti che parlavano lingue di minor diffusione (come arabo, russo o amarico) per consentire loro di lavorare con immigrati arrivati di recente nel paese. 
Morì il 10 novembre 2012 per un tumore ai polmoni. 

## Aree di ricerca
- Processi cognitivi nella Traduzione e nell’Interpretariato
- Interpretazione di comunità
- Studi di traduzione basati sui corpora
- Interpretazione giuridica
- Politica linguistica

## Premi e riconoscimenti
Nel 2001 la Copenhagen Business School conferì a Miriam Shlesinger il dottorato di ricerca. Nel 2007 diventò docente nel centro di studi di traduzione presso l’Università KU Leuven in Belgio. Successivamente nel 2010 vinse il premio Danica Seleskovitch e nel 2011 l’Associazione dei traduttori d’Israele le conferì il premio di riconoscimento alla carriera.

## Opere
- Con Franz Pöchhacker (eds.): The Interpreting Studies Reader. Routledge, Londra 2002.
- Con Anthony Pym e Zuzana Jettmarova (eds.): Sociocultural aspects of translating and interpreting. John Benjamins, Amsterdam e Philadelphia 2006.
- Con Franz Pöchhacker (ed.): Healthcare Interpreting: Discourse and Interaction. John Benjamins, Amsterdam e Philadelphia 2007.
- Con Anthony Pym e Daniel Simeoni (eds.): Descriptive translation studies and beyond: Investigations in homage to Gideon Toury. John Benjamins, Amsterdam e Philadelphia 2008.
- Con Rodica Dimitriu (eds.): Translators and their readers – in homage to Eugene A. Nida. Les Éditions du Hasard, Bruxelles 2009.
- Con Franz Pöchhacker (eds.): Doing justice to court interpreting. Benjamins Current Topics, Volume 26. John Benjamins, Amsterdam e Philadelphia, 2010.
- Co-curatrice della rivista Interpreting: International Journal of Research and Practice in Interpreting. Amsterdam, John Benjamins, dal 2003.
- Franz Pöchhacker, Arnt L. Jakobsen, Inger Mees (eds.): Interpreting Studies and Beyond: A Tribute to Miriam Shlesinger. Samfundslitteratur Press, Copenhagen 2007.